# Cotinga-roxa
Cotinga-de-peito-púrpura ou anambé-de-peito-roxo, cotinga-roxa (Cotinga cotinga (L.)), também conhecida pelos nomes de anambé-azul, bacaca, curuá, anambé-de-peito-roxo e gredelim, é uma ave passeriforme, da família Cotingidae, de distribuição na floresta amazônica concentrada no leste da região e no Escudo Guianense. A espécie possui cerca de 18 cm de comprimento, com plumagem de coloração geral azul brilhante, partes inferiores purpúreas, asas e cauda negras.

## Etimologia
"Anambé" vem do tupi anã'bé. A coloração azul, que dá nome à espécie, somente é possuída pelo macho, pois a fêmea tem uma coloração parda. "Curuá" vem do tupi kuru'á.